# Laurie Hernandez
Lauren Zoe Hernandez, detta Laurie (New Brunswick, 9 giugno 2000), è una ginnasta statunitense, vincitrice di 2 medaglie alle Olimpiadi di Rio (oro con la squadra e argento alla trave).

## Carriera junior
Debutta a livello internazionale partecipando all'American Classic, dove arriva al secondo posto alla trave, sesta al corpo libero, ottava nel concorso individuale e alla trave. Compete poi ai Secret U.S. Classic, arrivando sesta al corpo libero e settima alla trave.
Grazie a questi risultati, si qualifica per i Visa Championships. Qui arriva ventunesima nel concorso individuale e alla trave, diciannovesima al volteggio e alle parallele, diciassettesima al corpo libero. Non viene inserita nella squadra nazionale junior, ma viene comunque invitata ad allenarsi con essa.

### 2013: Primi successi
A febbraio compete ai WOGA Classic. Arriva seconda nel concorso individuale e terza alle parallele asimmetriche. A giugno, per avere maggiori esperienze in campo gara, compete ai Parkettes National Elite Qualifier e vince l'all-around.
A inizio luglio viene inserita nella squadra nazionale. Compete agli American Classic: vince l'oro al corpo libero, l'argento nel concorso individuale e il bronzo al volteggio e alla trave. Arriva settima alle parallele. Ai Secret U.S. Classic vince l'oro al corpo libero e arriva sesta nell'all-around.
Ai P&G Championships diventa vice-campionessa nazionale nel concorso individuale, alle parallele e al corpo libero; vince il bronzo alla trave e arriva quinta al volteggio.
Poco dopo i Nazionali, viene annunciata la sua partecipazione (insieme alla connazionale Bailie Key) ai Japan Junior International. Debutta quindi a livello internazionale vincendo il bronzo nel concorso individuale e al volteggio. Arriva quarta al corpo libero e sesta alla trave. A novembre partecipa ai Mexico Open, dove arriva prima con la squadra nazionale e vince l'argento nell'individuale, dietro a Bailie Key.

### 2014: L'infortunio
Laurie si infortuna durante un allenamento alla trave e non prende parte a tutti gli incontri internazionali primaverili. Viene comunque inserita nella lista delle partecipanti agli U.S. Classic e ai Campionati Nazionali, ma si infortuna nuovamente, questa volta al ginocchio. Si opera poco dopo e torna ad allenarsi verso la fine di ottobre con l'obiettivo di partecipare alle Olimpiadi di Rio de Janeiro 2016.

### 2015: Campionessa nazionale
Dopo l'infortunio torna a competere a livello internazionale al Trofeo Città di Jesolo, dove vince l'oro alle parallele, al corpo libero, nel concorso a squadre e individuale. A luglio partecipa agli U.S. Classic e vince nel concorso individuale, al volteggio, alle parallele; arriva terza alla trave e al corpo libero.
Si qualifica per i P&G Championships, dove diventa campionessa nazionale junior nel concorso individuale e alle parallele. Vince inoltre l'argento al corpo libero, il bronzo al volteggio e alla trave.
Grazie a questi risultati, viene selezionata per partecipare ai Japan Junior International dove vince l'oro nell'all-around, al volteggio, al corpo libero e l'argento a parallele e trave.

## Carriera Senior

### 2016
Fa il suo debutto internazionale come senior al Trofeo Città di Jesolo: vince l'oro con la squadra e alla trave, l'argento al volteggio e il bronzo al corpo libero. Ad aprile fa parte della squadra che partecipa ai Pacific Rim Championships e aiuta la squadra statunitense a vincere l'oro nel concorso a squadre. Si qualifica inoltre nella finale alle parallele, dove arriva quarta.
Ai P&G Championships vince quattro medaglie di bronzo: concorso individuale, parallele asimmetriche, trave e corpo libero.
L'8 e 9 luglio partecipa ai Trials Olimpici, l'ultima tappa per selezionare le ginnaste che avrebbero partecipato alle Olimpiadi di Rio. Nella prima giornata di gara Hernandez arriva seconda nel concorso individuale (60.850), a un punto dalla prima classificata, Simone Biles: ottiene il punteggio più alto alla trave (15.500) e il terzo punteggio più alto al corpo libero (15.300).
Viene quindi convocata per far parte della squadra americana alle Olimpiadi di Rio 2016. Durante la prima giornata di gare contribuisce a far qualificare la squadra statunitense al primo posto per la finale a squadre e individualmente si qualifica per la finale alla trave. Durante la finale a squadre, eseguendo dei buoni esercizi al volteggio, alla trave e al corpo libero, contribuisce a far vincere la medaglia d'oro agli Stati Uniti. Nella finale alla trave, con un punteggio di 15,333, vince la medaglia d'argento.

### 2017-19
Dopo le Olimpiadi, Hernandez prende parte alla versione statunitense di Ballando con le stelle. 
Nel 2018 annuncia di voler tornare alle competizioni con l'obiettivo di entrare a far parte della squadra statunitense per le olimpiadi di Tokyo 2020. Per il suo ritorno alla ginnastica sceglie di allenarsi non più alla MG Elite, nel New Jersey, ma alla Gym-Max in California, sotto la supervisione di Jenny Zhang e Howie Liang.
Nel 2019 alcuni video da lei stessa postati su Instagram mostrano che ha ripreso in mano i suoi vecchi esercizi al corpo libero e alla trave, inoltre sta allenando alcuni elementi alle parallele asimmetriche.

### 2020
Il 29 aprile, l'ex coach di Hernandez, Maggie Haney, è stata sospesa dalla USA Gymnastics per un periodo di otto anni, in seguito alle accuse di abusi da parte di sue ex ginnaste. 
Hernandez stessa ha testimoniato contro Haney, affermando che quest'ultima la umiliò pubblicamente per il suo peso, portandola a sviluppare una forma di bulimia, e la obbligò ad allenarsi e a gareggiare nonostante fosse infortunata.

### 2021
A gennaio annuncia il suo ritorno alle competizioni in vista della Winter Cup ad Indianapolis in programma il 27 febbraio.  
In questa occasione gareggia alla trave e al corpo libero , ottenendo rispettivamente 13,950 e 12,050.
Il 22 maggio prende parte ai GK Classic, gareggiando al volteggio e alla trave, ottenendo rispettivamente 13,250 e 12,2.
Il 4 giugno partecipa alla prima giornata dei Campionati Nazionali, gareggiando solo alla trave, a causa di uno strappo al ginocchio subito durante il riscaldamento, e ottenendo un punteggio di 12,400. A causa dell'infortunio deve rinunciare alla seconda giornata di competizioni, non venendo quindi convocata per gli Olympic Trials.